# Bagnolo del Salento
Bagnolo del Salento é uma comuna italiana da região da Puglia, província de Lecce, com cerca de 1.857 habitantes. Estende-se por uma área de 6 km², tendo uma densidade populacional de 310 hab/km². Faz fronteira com Cannole, Castrignano de' Greci, Cursi, Maglie, Palmariggi.

## Demografia
| Variação demográfica do município entre 1861 e 2011                               |
|                                                                                   |
| Fonte: Istituto Nazionale di Statistica (ISTAT) - Elaboração gráfica da Wikipedia |